# Список правителів Штирії
Штирійське герцогство було одним з територіальних князівств  Священної Римської імперії в 970 - 1806 роках. Виникнувши як Карантанська марка у складі Каринтійського герцогства, Штирія в 1122 році отримала фактичну незалежність, а в 1180 р. статус герцогства. В 1192 р. Штирія була включена до складу володінь  австрійських монархів і до 1918 р. була однією зі спадкових коронних земель  Габсбургів.

## Карантанська марка
| Правитель   | Династія         | Роки правління | Титули                   |
| ----------- | ---------------- | -------------- | ------------------------ |
| Маркварт    | Еппенштейни      | 970 - 1000?    | -                        |
| Адальберо I | Еппенштейни      | 1000 ?- 1035   | Герцог Каринтії (з 1012) |
| Арнольд II  | Вельс-Ламбахська | 1035 - 1055    | -                        |
| Готфрід     | Вельс-Ламбахська | 1055 - 1056?   | Граф Піттена             |

## Штирійська марка
| Правитель    | Династія | Роки правління  | Титули                 |
| ------------ | -------- | --------------- | ---------------------- |
| Отакар I     | Траунгау | бл. 1056 - 1075 | -                      |
| Адальберо II | Траунгау | 1075 - 1082     | -                      |
| Отакар II    | Траунгау | 1082 - 1122     | -                      |
| Леопольд I   | Траунгау | 1122 - 1129     | -                      |
| Отакар III   | Траунгау | 1129 - 1164     | -                      |
| Отакар IV    | Траунгау | 1164 - 1192     | Герцог Штирії (з 1180) |

## Герцогство Штирія
| Правитель           | Династія      | Роки правління | Титули |
| ------------------- | ------------- | -------------- | --- |
| Отакар IV           | Траунгау      | 1180 - 1192    | Герцог Штирії (з 1180) |
| Леопольд V          | Бабенберг     | 1192 - 1194    | Герцог Австрії (з 1174) |
| Леопольд VI         | Бабенберг     | 1194 - 1230    | Герцог Австрії (з 1198) |
| Фрідріх II          | Бабенберг     | 1230 - 1246    | Герцог Австрії (з 1230) і Крайни (з 1245) |
| Герман              | Царінгени     | 1248 - 1250    | Герцог Австрії (з 1248), маркграф Бадена (з 1243) |
| Фрідріх III         | Царінгени     | 1250 - 1251    | Герцог Австрії (1250-1251), маркграф Бадена (1250-1268) |
| Пржемисл Отакар II  | Пржемисловичі | 1261 - 1276    | Герцог Австрії (з 1251), король Чехії (з 1253), герцог Каринтії та Крайни (з 1269) |
| Династія Габсбургів |               |                | |
| Альбрехт I          | Габсбурги     | 1282 - 1308    | Герцог Австрії |
| Фрідріх I           | Габсбурги     | 1308 - 1330    | Герцог Австрії |
| Леопольд I          | Габсбурги     | 1308 - 1326    | Герцог Австрії |
| Альбрехт II         | Габсбурги     | 1330 - 1358    | Герцог Австрії і Каринтії (з 1335) |
| Оттон               | Габсбурги     | 1330 - 1339    | Герцог Австрії і Каринтії (з 1335) |
| Рудольф IV          | Габсбурги     | 1358 - 1365    | Герцог Австрії і Каринтії, граф Тіролю (з 1363) |
| Альбрехт III        | Габсбурги     | 1365 - 1379    | Герцог Австрії (1365-1395), герцог Каринтії і Крайни, граф Тіролю (1365-1379) |
| Леопольд III        | Габсбурги     | 1365 - 1386    | Герцог Австрії (1365-1379), герцог Каринтії і Крайни, граф Тіролю |
| Вільгельм           | Габсбурги     | 1386 - 1406    | Герцог Каринтії і Крайни |
| Ернст               | Габсбурги     | 1406 - 1424    | Герцог Каринтії і Крайни |
| Фрідріх V           | Габсбурги     | 1424 - 1493    | Імператор Священної Римської імперії (з 1452), король Німеччини (з 1440), герцог Каринтії і Крайни (з 1424), герцог Австрії (з 1457)                                                                                               |
| Максиміліан I       | Габсбурги     | 1493 - 1519    | Імператор Священної Римської імперії, король Німеччини, ерцгерцог Австрії, герцог Каринтії і Крайни (з 1493 р.), герцог Передньої Австрії і граф Тіролю (з 1490), граф Бургундії та Артуа (1477-1482), герцог Гелдерна (1482-1492) |
| Карл I              | Габсбурги     | 1519 - 1521    | Імператор Священної Римської імперії, король Німеччини (1519-1556), ерцгерцог Австрії, герцог Каринтії і Крайни, граф Тіролю (1519-1521), король Іспанії (1516-1556), Неаполя та Сицилії (1516-1554), герцог Бургундії (1506-1555) |
| Фердинанд I         | Габсбурги     | 1521 - 1564    | Імператор Священної Римської імперії, король Німеччини (1556-1564), король Чехії і Угорщини (з 1525), ерцгерцог Австрії, герцог Каринтії і Крайни, граф Тіролю                                                                     |
| Карл II             | Габсбурги     | 1564 - 1590    | Герцог Каринтії і Крайни |
| Фердинанд II        | Габсбурги     | 1590 - 1637    | Імператор Священної Римської імперії, король Німеччини та Угорщини, ерцгерцог Австрії (з 1619), король Чехії (з 1620), герцог Каринтії і Крайни                                                                                    |

В 1619 р. Штирія була об'єднана з іншими територіями Габсбургів. 
Про подальших правителів Штирії див. Список правителів Австрії.